# Maisoncelle-et-Villers

Maisoncelle-et-Villers este o comună în departamentul Ardennes din nordul Franței. În 1 ianuarie 2022 avea o populație de 69 de locuitori.